# Saison 3 des 100
Chronologie
Saison 2 Saison 4
La troisième saison des 100 (The 100), série télévisée américaine, est constituée de seize épisodes diffusée du 21 janvier 2016 au 19 mai 2016 sur The CW, aux États-Unis.

## Synopsis
Cela fait trois mois que Clarke s'est exilée après avoir irradié le Mont Weather pour sauver ses amis. Une sorte de paix a été établie entre le Peuple du Ciel, désormais appelé Skaikru, et les Natifs, mais elle est mise à l'épreuve par un clan natif, la Nation des Glaces, et surtout par le chef d'une station dernièrement découverte sur Terre, qui voue une haine aux Natifs à cause des actes de la Nation des Glaces. Clarke se cache chez une Native mais beaucoup de personnes la recherchent, l'appelant maintenant la « Commandante de la Mort ».
Pendant ce temps-là, sur l'île, Murphy, qui a été emprisonné dans le phare, est libéré et découvre Jaha dans la villa, qui semble très étrange et s'est allié avec l'intelligence artificielle appelée A.L.I.E..

## Distribution

### Acteurs principaux
- Eliza Taylor-Cotter (VF : Karine Foviau) : Clarke Griffin
- Paige Turco (VF : Emmanuèle Bondeville) : Abigail « Abby » Griffin
- Bob Morley (VF : Alexandre Guansé) : Bellamy Blake
- Marie Avgeropoulos (VF : Alice Taurand) : Octavia Blake
- Devon Bostick (VF : Donald Reignoux) : Jasper Jordan
- Christopher Larkin (VF : Adrien Larmande) : Monty Green
- Lindsey Morgan (VF : Daniela Labbé-Cabrera) : Raven Reyes
- Ricky Whittle (VF : Jean-Baptiste Anoumon) : Lincoln (épisodes 1 à 9 et 12)
- Richard Harmon (VF : Alexis Tomassian) : John Murphy[1]
- Isaiah Washington (VF : Jean-Paul Pitolin) : Thelonious Jaha
- Henry Ian Cusick (VF : Bruno Choël) : Marcus Kane

### Acteurs récurrents
- Alycia Debnam-Carey (VF : Sandra Valentin) : Lexa (épisodes 2 à 7 + 16)
- Michael Beach (VF : Frantz Confiac) : Charles Pike[2]
- Sachin Sahel (VF : Stéphane Fourreau) : Jackson
- Jarod Joseph (VF : Romain Altché) : Nathan Miller
- Chelsey Reist (VF : Nastassja Girard) : Harper McIntyre
- Katie Stuart (VF : Valérie Decobert) : Monroe
- Neil Sandilands (VF : Sylvain Agaesse) : Titus[3]
- Zach McGowan (VF : Jérémie Covillault) : Roan[4]
- Alessandro Juliani (VF : Sébastien Finck) : Jacopo Sinclair
- Rhiannon Fish (VF : Elsa Davoine)  : Ontari
- Adina Porter (VF : Maïk Darah) : Indra
- Ty Olsson (VF : Jean-Alain Velardo) : Nyko
- Toby Levins (VF : Laurent Larcher) : Carl Emerson
- Erica Cerra (VF : Hélène Bizot) : A.L.I.E./ Becca
- Luisa D'Oliveira (VF : Olivia Luccioni) : Emori
- Jonathan Whitesell (VF : François Santucci) : Bryan

### Invités
- Jessica Harmon (VF : Armelle Gallaud) : Niylah (épisodes 1, 2 et 11)
- Shawn Mendes (VF : Gabriel Bismuth-Bienaimé) : Macallan[5] (épisode 1)
- Tasya Teles (VF : Ludivine Maffren) : Echo (épisode 3)
- Brenda Strong (VF : Françoise Cadol) : Nia, la reine de la Nation des glaces[6](épisodes 3 et 4)
- Thomas McDonell : Finn Collins (épisode 10 ; flashback)
- Nadia Hilker (VF : Léovanie Raud) : Luna (épisodes 13 et 14)

## Diffusion
Au Canada, un nouvel épisode est disponible le lendemain de la diffusion américaine sur Netflix.
En France, elle a été diffusée en novembre 2016 sur Syfy France.

## Liste des épisodes

### Épisode 1:Wanheda, première partie
- États-Unis : 21 janvier 2016 sur The CW[9]
- Canada : 22 janvier 2016 sur Netflix
- France : 15 novembre 2016 sur Syfy France[8]
- Québec : 3 avril 2017 sur VRAK[10]

- États-Unis : 1,88 million de téléspectateurs[11] (première diffusion)

Trois mois ont passé depuis les événements du Mont Wheather. Le Camp Jaha a été renommé Arkadia et s'est largement développé. Clarke, toujours hantée par son génocide, se cache du reste du monde et est recherchée par les Natifs car ils croient qu'elle est Wanheda, la Commandante de la mort et qu'en la tuant ils récupéreront ses pouvoirs et pourront s'imposer dans leur peuple. La reine de la Nation des Glaces, un des 12 clans Natifs, commence à apparaître comme une menace pour le Peuple du Ciel, tout comme pour la Coalition des natifs, car ses armées pénètrent sur le territoire de Lexa et qu'elle fait rechercher Clarke. Des tensions entre Lincoln et Octavia apparaissent, notamment car elle lui reproche de trop s'intégrer parmi le peuple de l'Arche, tandis que Raven souffre de sa prothèse.
Jaha est toujours dans la Cité des Lumières et Murphy la découvre également après avoir passé trois mois enfermé dans le bunker sous le phare.

### Épisode 2:Wanheda, deuxième partie
- États-Unis : 28 janvier 2016 sur The CW
- Canada : 29 janvier 2016 sur Netflix
- France : 15 novembre 2016 sur Syfy France[8]
- Québec : 10 avril 2017 sur VRAK

- États-Unis : 1,63 million de téléspectateurs[12] (première diffusion)

Jaha donne sa parole à Alie qu'il ramènera le plus de monde possible à La Cité des Lumières.

### Épisode 3:Le Treizième Clan
- États-Unis : 4 février 2016 sur The CW
- Canada : 5 février 2016 sur Netflix
- France : 22 novembre 2016 sur Syfy France[8]
- Québec : 17 avril 2017 sur VRAK

- États-Unis : 1,57 million de téléspectateurs[13] (première diffusion)

La menace d'une guerre imminente contre la Nation des Glaces continue de monter, tandis qu'un petit groupe mené par Kane et Abby se rend à Polis afin de consolider la paix avec les Natifs et récupérer Clarke. Le groupe du Peuple du Ciel mené par Pike s'intègre à Arkadia et s'installe au Mont Weather, ce qui ne fait pas l'unanimité et provoque notamment l'opposition d'Octavia. Kane et Abby conviennent d'organiser une élection pour le poste de Chancelier.
Bellamy est prévenu d'une menace imminente contre le sommet grâce à Echo, une Native qu'il avait aidée à s'évader du Mont Weather.
À Polis, lors d'une réunion avec les représentants des clans, Lexa affirme son rang en exécutant l'émissaire de la Nation des Glaces. Plus tard, elle informe Clarke de sa volonté de faire du Peuple du ciel le 13e clan de la coalition. Clarke, endossant le rang de Wanheda, prête allégeance à Lexa et tous s'inclinent lors du sommet tandis que Bellamy et sa troupe interviennent, mais rien ne se passe à Polis.

### Épisode 4:Attention aux trônes
- États-Unis : 11 février 2016 sur The CW
- Canada : 12 février 2016 sur Netflix
- France : 22 novembre 2016 sur Syfy France[8]
- Québec : 24 avril 2017 sur VRAK

- États-Unis : 1,32 million de téléspectateurs[14] (première diffusion)

Les conséquences de l'explosion du Mont Weather se font ressentir. Le Peuple du Ciel cherche quelqu'un à blâmer et une haine généralisée contre les Natifs, alimentée par Pike, commence à gronder. Lincoln se retrouve blessé lors de la commémoration des disparus. Bellamy, se sentant responsable des événements, se fait approcher par Pike. Ce dernier cherche à obtenir des armes, afin d'annihiler l'armée de trois-cent Natifs menée par Indra, postée près de là en maintien de la paix. Alors que le groupe d'assaut de Pike se présente au portail d'entrée, Lincoln s'interpose, le temps pour la sécurité d'intervenir. Kane et Abby tentent de calmer la situation, mais la révélation du fait que le Peuple du ciel rejoint la coalition de Lexa provoque des remous dans la population et remet en question l'élection du chancelier quand Pike est acclamé par Bellamy et une grande partie du camp lors de son arrestation.
Jasper, dans son désespoir et sa colère, finit par franchir une limite de façon inacceptable, malgré les efforts de Monty qui tente tant bien que mal de récupérer son meilleur ami. Il a volé les cendres de Finn et s'est rendu sur leur premier campement. Il blâme Monty pour la destruction du mont et la mort de Maya. Celui-ci se lasse de leur guerre et abandonne son ami sur place.
À Polis, le jeu des trônes est également lancé : Lexa doit faire face à un coup d'état de la part de ses ambassadeurs. Défiée en duel à mort par la Reine des Glaces, elle doit gagner ou mourir face à Roan. Clarke se retrouve impuissante et rentre dans le jeu des manipulations pour tenter de sortir Lexa de cette situation, elle tente d'assassiner la reine mais elle échoue et il lui est révélé que la Reine des glaces a son propre Commandant, Ontari, à installer. Lors du duel, Lexa prend l'avantage sur Roan et au lieu lui asséner le coup de grâce, elle projette sa lance sur la reine et la tue. Elle déclare alors Roan roi du Peuple des Glaces.

### Épisode 5:Hakeldama
- États-Unis : 18 février 2016 sur The CW
- Canada : 19 février 2016 sur Netflix
- France : 29 novembre 2016 sur Syfy France[8]
- Québec : 1er mai 2017 sur VRAK

- États-Unis : 1,36 million de téléspectateurs[15] (première diffusion)

L'armée de maintien de la paix de Lexa s'est fait tuer durant son sommeil par Pike et ses hommes. Seul Bellamy s'est opposé aux massacres des blessés sans y parvenir. Il épargne Indra, afin qu'elle transmette un message.
Lexa réclame le prix du sang et veut réunir l'armée des 12 clans pour éradiquer Arkadia et tous ses habitants. Clarke demande à y retourner pour discuter mais Lexa refuse de la laisser partir.
Indra contacte Kane via la radio qu'il lui a laissée et envoie Octavia chez Lexa découvrir ce qui s'est passé. Elle ramène Clarke avec elle pour négocier avec Bellamy et le ramener à la raison ainsi que Pike et leur montrer que la guerre n'est pas la solution.
Cependant, Bellamy emprisonne Clarke mais sa sœur intervient et la libère. Avec l'aide de Kane et d'Abby, elles arrivent à fuir Arkadia.
Clarke retourne au camp de Lexa et parvient à la convaincre que faire la paix est la meilleure option.

### Épisode 6:Une moisson d'amertume
- États-Unis : 25 février 2016 sur The CW
- Canada : 26 février 2016 sur Netflix
- France : 29 novembre 2016 sur Syfy France[8]
- Québec : 8 mai 2017 sur VRAK

- États-Unis : 1,41 million de téléspectateurs[16] (première diffusion)

Roan, le nouveau roi de la Nation des Glaces, envoie un cadeau à Clarke : Emerson, qui a fourni les codes de destruction du Mont Weather. Lexa estime que Clarke sera seule juge de son sort.
À Arkadia, Pike envoie des soldats prélever des échantillons d'un cours d'eau et des sols environnants. Pour protéger les secrets de la mission, ils essaient de tuer un enfant Natif mais Octavia l'aide à se cacher. Kane place un micro dans le bureau du chancelier pour apprendre le but de la mission : Arkadia va manquer de provisions d'ici une année. On a trouvé des terres assez fertiles pour y faire pousser des céréales mais elles sont trop proche d'un village Natif. Il faudrait tuer tous les habitants pour s'en emparer.
Octavia part prévenir le village, qui semble l'écouter, mais tend finalement une embuscade au peuple du ciel avec de la fumée empoisonnée. Deux Skaikru sont tués et les terres convoitées deviennent infertiles.
Abby est stupéfaite de découvrir que Raven ne ressent plus aucune douleur dans la jambe et commence des analyses de sangs. Pendant ce temps, Thelonius convainc Raven de rechercher une version améliorée de Alie dans les serveurs de l'Arche. Jasper vient s'excuser auprès de Raven pour avoir dérobé les cendres de Finn mais celle-ci ne semble pas s'en soucier. Jasper se montre curieux sur le traitement miracle de Raven. Abby comprend que les pilules de Thelonius cachent quelque chose lorsque celui-ci ne se souvient plus de son fils. Elle est sûre que les pilules "n'effacent pas que la douleur". Elle empêche Jasper d'en prendre une.
Clarke fait face à Emerson. Il la met face à ses propres démons et à sa responsabilité dans la destruction du mont Weather. Elle rencontre Titus, le conseiller de Lexa, qui cherche à la convaincre du danger pour Lexa de sa nouvelle politique pacifiste. Elle décide d'épargner Emerson par le bannissement et pour prouver que « le sang n'appelle pas le sang ». Cela met en rage Titus qui commence à torturer Murphy pour avoir des informations sur le symbole sacré présent sur les pilules de Thelonius.
Aucune trace d'une IA n'est trouvée dans les archives de l'arche et selon Thelonius, elle serait peut-être dans la 13e station dont le nom est Polaris.
Un morceau de la station est aperçu dans Polis.

### Épisode 7:La Treizième Station
- États-Unis : 3 mars 2016 sur The CW
- Canada : 4 mars 2016 sur Netflix
- France : 6 décembre 2016 sur Syfy France[8]
- Québec : 15 mai 2017 sur VRAK

- États-Unis : 1,39 million de téléspectateurs[17] (première diffusion)

Titus interroge toujours Murphy sur l'origine de la pilule qui porte leur symbole sacré et en se détachant il découvre que leur idole vient de l'espace.
Dans différents flash-back, Becca, la créatrice d'A.L.I.E., présente sur la station Polaris, cherche à créer une nouvelle IA tandis qu'A.L.I.E. échappe à son contrôle et atomise la planète. Deux ans plus tard, elle est sur le point de réussir à créer A.L.I.E. 2.0 qui sera sensée et humaine mais les survivants de sa station veulent l'empêcher de la déployer juste avant l'unification avec l'Arche. Elle bloque alors l'accès à son labo. Les autres stations menacent de détruire Polaris si L'IA n'est pas détruite. Becca fuit avec ses recherches vers la Terre apocalyptique dans une capsule tandis que Polaris est anéantie par un missile. Elle atterrit dans les ruines d'une cité qui deviendra Polis et elle le Premier Commandant.
Durant une cérémonie en l'honneur des précédents Commandants, Semet chef du village attaqué par les Skaikru, intervient pour demander vengeance de l'agression subie. Lexa tente de maintenir la paix au sein des douze clans, en constituant un blocus avec ordre de tuer les Skaikru franchissant la limite autour d'Arkadia. Mais trop de tensions existent: Semet tente de l'assassiner et est tué par Titus.
Octavia, ramenée par Semet, cherche Indra afin de rallier Trikru. Elle insiste auprès de Clarke pour regagner leur ville, bientôt assiégée. Clarke fait ses adieux à Lexa et leur relation prend un tour plus intime.
Au moment de quitter le palais, Clarke découvre Murphy attaché et Titus tente de l'assassiner par arme à feu pour accuser le jeune homme. Mais, attirée par le bruit de la fusillade, Lexa entre et est accidentellement abattue par son conseiller. Clarke tente de la secourir mais il est trop tard. Avant de mourir, Lexa fait jurer à Titus de protéger la jeune femme. Il entame le rituel de transmission de l'esprit du Commandant. À la base de la nuque de Lexa se trouve une cicatrice barrée du symbole sacrée : Titus en retire la puce A.L.I.E. 2.0.
- Départ de l'actrice Alycia Debnam-Carey qui a provoqué une vive polémique.

### Épisode 8:Choisissez votre camp
- États-Unis : 10 mars 2016 sur The CW
- Canada : 11 mars 2016 sur Netflix
- France : 6 décembre 2016 sur Syfy France[8]
- Québec : 22 mai 2017 sur VRAK

- États-Unis : 1,2 million de téléspectateurs[18] (première diffusion)

Une patrouille d'Arkadia est portée disparue puis deux messagers Natifs viennent informer le Skaikru du blocus. Ils réclament d'emmener Pike, mais Bellamy les abat. Le chancelier prend des mesures pour assurer la sécurité du camp: rationnement des denrées, inventaire des stocks de munitions, surveillance des rebelles. Monty est chargé des protocoles de sécurité. Pike tient à faire tomber Kane qui, grâce à un micro caché, prend des contre-mesures avec ses complices Miller et Harper.
Kane rencontre Pike et tente de le convaincre de se rendre aux Natifs mais il refuse, en le tenant coupable de la mort du jeune Finn. Or, le chancelier a trouvé le micro et tend un piège à Kane. Ce dernier, épaulé de Sinclair, tente de saboter une mission mais Sinclair est arrêté et enfermé avec les Natifs et Lincoln, auquel il passe un message. En même temps, Kane tente de convaincre Bellamy de choisir le bon camp mais celui-ci pense déjà y être. Monty se sent coupable d'avoir aidé à arrêter son mentor, Sinclair, mais sa mère lui explique que tout ce qui préserve des vies est la bonne solution.
Tandis que Pike demande à Kane de se rendre, Lincoln et Sinclair déclenchent une insurrection des détenus et Kane passe Pike au taser puis l’emmène à bord du Rover pour le livrer aux Natifs. Cependant, prévenu par Monty, Bellamy le stoppe au portail. Pike, ayant décrété la Loi Martiale, condamne les révoltés à mort. Bellamy est choqué de cette décision et, avec l'aide de Monty, cache l'identité d'autres complices de Kane.

### Épisode 9:Le Choix de l'esprit
- États-Unis : 31 mars 2016 sur The CW
- Canada : 1er avril 2016 sur Netflix
- France : 13 décembre 2016 sur Syfy France[8]
- Québec : 29 mai 2017 sur VRAK

- États-Unis : 1,23 million de téléspectateurs[19] (première diffusion)

Bellamy cherche à faire évader Kane et les autres prisonniers, il informe Miller de sa surveillance et lui demande de contacter sa sœur et de le retrouver au premier campement. Elle l'assomme et l'enchaîne dans une grotte sous la surveillance d'Indra.
Kane, Lincoln et Sinclair sont condamnés à mort par Pike. Avec l'aide d'Abby, de Harper, de Miller et son petit-ami Bryan, Octavia parvient à s'infiltrer dans la base et à délivrer les prisonniers conduits par une équipe, menée par Pike, vers leur exécution. Elle les cache dans un plancher du vaisseau comme elle-même l'était autrefois.
Octavia et les autres utilisent les talkies pour brouiller les pistes et passer inaperçus mais Monty et sa mère interceptent les transmissions. Monty, sentant qu'il fait le mauvais choix en condamnant ses amis, envoie les unités de recherche sur de fausses pistes. Sa mère désapprouve, ne comprenant pas pourquoi il aide des rebelles. Pike arrive au poste de transmission et demande des explications, la mère de Monty le couvre en disant que c'était encore un faux rapport et qu'ils se sont fait piéger. Les évadés quittent l'enceinte d'Arkadia tandis que Pike prend des mesures après avoir compris que les rebelles écoutaient les transmissions. Il leur annonce qu'il y aura une exécution aujourd'hui et que, s'ils ne se rendent pas, il exécutera tous les Natifs encore emprisonnés. Lincoln ne peut supporter cela et endort Octavia, qui voulait rester avec lui, en demandant à Kane de la faire sortir d'ici. Kane et Abby s'embrassent et cette dernière décide de rester pour faire comprendre au peuple d'Arkadia qu'il emprunte le mauvais chemin. Lincoln se livre à Pike, qui lui promet que son peuple sera bien traité puis lui tire une balle dans la tête sous le regard d'Octavia d'abord peinée puis pleine de revanche.
À Polis, le Conclave visant à choisir un nouveau Commandant se réunit. Clarke découvre que Lexa a fait promettre à tous ses successeurs potentiels de protéger le Skaikru. Mais Ontari, Nightblood de la nation des glaces, tue tous les autres Nightbloods dans leur sommeil, s'assurant le poste de commandant, et promet de détruire le Skaikru. Murphy et Clarke décident de voler la puce ALIE2 connue sous le nom de flamme. Clarke demande à Titus, le gardien de la flamme, de l'aider. Ils comprennent tous deux que la seule solution est de trouver une novice du temps de Lexa, Luna, qui a fui et qui, bien qu'étant considérée comme une traîtresse et une lâche, sera préférable à Ontari comme commandant, cette dernière étant particulièrement belliqueuse.
- Départ de l'acteur Ricky Whittle

### Épisode 10:Prise et Emprise
- États-Unis : 7 avril 2016 sur The CW
- Canada : 8 avril 2016 sur Netflix
- France : 13 décembre 2016 sur Syfy France[8]
- Québec : 5 juin 2017 sur VRAK

- États-Unis : 1,13 million de téléspectateurs[20] (première diffusion)

Octavia et le groupe d'insurgés rentrent à la grotte sans Lincoln. Octavia, réalisant ce que cela signifie, bat son frère sous les yeux impuissants des autres et lui exprime clairement qu'il n'est plus rien pour elle.
Monty est averti par sa mère que Pike est au courant de l'aide qu'il a apportée à Kane: il doit fuir Arkadia. Il contacte le groupe pour être secouru. Octavia, Kane et Bellamy vont à sa rencontre au 1er campement de la navette. Mais il s'avère qu'il s'agit d'un piège tendu par Pike et ses hommes, qui les capture. Bellamy, qui parvient à regagner sa confiance in extremis, lui annonce qu'il peut mener ses troupes au reste des insurgés réfugiés dans une grotte. Cependant, il mène le groupe dans une autre direction, à la frontière du blocus des Natifs : ceux-ci interviennent en tirant des flèches sur les gardes et Pike. Il le capture et l'emmènent vers le nouveau Commandant ; accompagné par Kane agissant en tant que membre du 13e clan. Monty réalise que sa mère l'a vendu.
Ontari, en attendant le retour de Roan, est contrainte de se cacher et de repousser son initiation ; mais les ambassadeurs s'impatientent. Ontari doit en effet réciter le lignage de tous les Commandants qui l'ont précédé afin de prouver son Ascension, qu'elle ne connait pas. Murphy lui apporte son aide en se faisant passer pour le gardien de la flamme. La jeune femme finit par énucléer un ambassadeur, et tous se soumettent alors à son autorité face à sa violence. Plus tard, elle contraint Murphy à lui faire l'amour.
Raven tente d'échapper au contrôle d'ALIE par une saturation sensorielle, en combinant effort physique, intellectuel et manuel. Elle reçoit l'aide de Jasper et Abby, et conçoit un plan pour griller la puce électronique de l'IA dans son corps, à l'aide des bracelets biométriques utilisés pour les 100 envoyés sur Terre.
Mais ALIE n'est pas en reste, et, avec Thelonious, elle empêche Jasper de récupérer les bracelets : Thelonious les détruit et menotte Jasper à une échelle. Ayant le contrôle des sens de Raven et accès à sa mémoire, ALIE sature Raven de souvenirs violents et douloureux (torture au Mount Weather, opération, mort de Finn) ; laquelle devient alors totalement agonisante et hurle impuissamment, devant une Abby paniquée qui tente de faire quelque chose. ALIE lui promet de faire cesser cette souffrance, à condition que Raven se soumette complètement et totalement à l'IA ; ce qu'elle fait : ALIE prend totalement le contrôle de Raven, devant une Abby médusée, qui se fait endormir par son assistant Jackson.
Une fois revenue à elle, enchaînée, Abby est contrainte par Thelonious, ALIE via le corps de Raven et Jackson d'avaler la pastille : ALIE taille les veines de Raven et la vide de son sang, ne laissant à Abby que le choix d'avaler la Clef, auquel cas elle sera libérée et pourra sauver Raven.

### Épisode 11:Plus jamais
- États-Unis : 14 avril 2016 sur The CW
- Canada : 15 avril 2016 sur Netflix
- France : 20 décembre 2016 sur Syfy France[8]
- Québec : 12 juin 2017 sur VRAK

- États-Unis : 1,08 million de téléspectateurs[21] (première diffusion)

Clarke et Jasper emmènent Raven, possédée par ALIE 1 à la grotte. Jasper ne peut toujours pas pardonner Clarke. Octavia, qui voulait partir, est contrainte de rester pour aider à sauver Raven. Sinclair comprend le mécanisme que voulait créer Raven pour se débarrasser d'ALIE 1. Pour cela, ils ont besoin d'un bracelet biométrique. Clarke se souvenant que Niylah, qui l'avait abritée, en possède un, et se rendent donc chez elle. Niylah est réticente à les aider, car son père faisait partie du village massacré par les Skaikru, mais accepte finalement. Ils doivent veiller à ce que Raven ne connaisse pas l'endroit, de façon à ne pas pouvoir donner l'information de leur emplacement à ALIE 1 (ALIE étant dans l'esprit de Raven, tout ce qu'elle voit et entend est aussi vu et entendu par ALIE) : ils lui bandent les yeux, l'attachent non sans mal à un lit, et empêche Niylah d'entrer dans cette pièce.
Sinclair a également besoin d'un électroaimant. Monty réalise que la navette de débarquement en possède un, et s'y rend donc avec Octavia. Mais ALIE 1, en utilisant les connaissances de Raven, parvient à la même déduction.
ALIE 1 comprend qu'ils sont sur le point de griller la puce, et ordonne à Raven de pousser ces geôliers Clarke, Jasper et Bellamy dans leurs retranchements, afin qu'ils dévoilent leur localisation.
Raven renvoie Clarke et Jasper face à leur démons et leur faiblesses (Morts de Wells, Finn, Lexa et son père pour Clarke, mort de Maya pour Jasper). Clarke craque et est remplacée par Bellamy ; ses relations avec Jasper se dégradent avec les souvenirs de Maya que Raven fait resurgir.
Bellamy, resté seul face à elle, est également attaquée par Raven-ALIE qui tente de le culpabiliser face aux crimes qu'il a commis. A la mention du massacre du village, Niylah réalise que Bellamy faisait partie des personnes qui ont tué son père et fait irruption dans la pièce, en furie. Sa vision permet à Raven de déduire leur emplacement : ALIE lui annonce que des "secours" sont en route.
Arrivés sur le site de la navette d'atterrissage, Monty tombe sur sa mère, Hannah. Il lui reproche de l'avoir trahi, avant de comprendre qu'elle est également sous le contrôle d'ALIE, laquelle lui ordonne de neutraliser son fils pour faire échouer leur plan. Octavia intervient, mais se fait dominer par Hannah qui s'apprête à la tuer ; Monty tire alors sur sa mère pour l'en empêcher. Ils retournent chez Niylah, Monty brisé bien que sachant que sa mère était perdue de toute façon.
Le dispositif est maintenant prêt mais le temps est compté. Raven se débat fortement, et ALIE tente de la faire se suicider ; Clarke détourne cependant son attention un instant en lui montrant la puce de ALIE 2, que ALIE 1 identifie immédiatement. Sinclair parvient à allumer le dispositif après une deuxième tentative : Raven est inconsciente mais elle respire, sans pouvoir être ranimée par les autres. Jasper perd son sang-froid face à l'échec apparent de cette tentative et menace de détruire la puce de Lexa. Clarke s'interpose et le supplie de ne pas le faire, une partie de son esprit étant toujours en partie dedans. Soudain, elle a une illumination en se remémorant la cérémonie du décès de Lexa, et trouve le moyen de retirer la puce : elle incise la nuque de Raven, et ce qu'il reste de l'IA s'écoule, mêlé au sang de Raven qui retrouve ses esprits et sourit, même si la douleur est de retour. Jasper commence alors à s'apaiser face à Clarke ; quant à Monty, il réalise douloureusement qu'il aurait en réalité pu sauver sa mère.
ALIE 1 sachant où le groupe se trouve, ils décident donc de partir. Face au groupe miné et fatigué par cette épreuve, Octavia ré-affirme qu'ils sont ensemble et qu'ils sont là pour les autres. Clarke remercie Niylah pour son aide, et lui dit de se cacher le temps qu'ALIE soit détruite.
Raven leur révèle que si ALIE 1 agit ainsi, c'est parce qu'ALIE 2, la puce qui contiendrait l'esprit de Heda, est la seule chose qui peut l'arrêter ; et qu'elle a tenté de pousser Raven au suicide car Raven connait ses intentions et son fonctionnement.

### Épisode 12:Ascende Superius
- États-Unis : 21 avril 2016 sur The CW
- Canada : 22 avril 2016 sur Netflix
- France : 20 décembre 2016 sur Syfy France[8]
- Québec : 19 juin 2017 sur VRAK

- États-Unis : 1,15 million de téléspectateurs[22] (première diffusion)

Restés à la grotte, Harper, Bryan et Miller se racontent des histoires d'horreurs, mais ils sont surpris et kidnappés par un ennemi masqué. Pendant ce temps dans le Rover, Raven examine le journal de Becca, et comprend avec l'expérience de Clarke la nature fusionnelle de ALIE 2 avec son hôte humain, et donc son importance dans leur combat.
De retour à Arkadia pour reprendre le carnet de Lincoln (lequel contient une carte) et ainsi pouvoir partir à la recherche de Luna, le groupe découvre une ville fantôme: Arkadia est vide et déserte, tous ses habitants sont partis en laissant leurs affaires derrière eux. Octavia et Jasper partent à la recherche du carnet, tandis que Bellamy se rend à l'armurerie. Raven découvre qu'une phrase-clé peut activer ALIE 2 sans utiliser d'hôte humain, mais cela ne permet pas d'accéder aux connaissances de la puce. À la suite de quelques réflexions et essais, ils parviennent à activer la clef d'ALIE 2 avec la phrase Ascende Superius (Search Higher Things en anglais, la devise de l'entreprise ayant fabriqué ALIE et dirigée par Becca). Monty veut savoir ce qu'il se passera pour sa mère quand ils éteindront ALIE1.
À Polis, Murphy est retrouvé par Emori alors qu'il escorte Ontari dans la ville. Il l'emmène dans le Temple de la Flamme pour fêter leurs retrouvailles. Il lui expose la situation et les liens qui l'unissent à Ontari, avant d'être appelé auprès du Commandeur et de la quitter.
Jaha fait son apparition à Polis. Il expose à Ontari ses informations sur elle, sachant tout à propos de la fausseté du Commandant. Murphy tombe des nues en découvrant qu'Emori est son informatrice, et réalise qu'elle aussi a avalé une puce. Ontari fait arrêter Murphy pour traîtrise ; Jaha tente de la convaincre de prendre la puce.
À Arkadia, le groupe pense être seul, mais Octavia et Jasper sont neutralisés par un Natif. Clarke et Monty sont également gazés, mais Clarke arrive à fuir et démasque l'assaillant : il s'agit d'Emerson. Elle retrouve Bellamy et tente d'avertir les autres. Cependant, avant d'avoir pu sécuriser le hangar, Raven et Sinclair sont attaqués à leur tour. La jeune femme découvre Sinclair blessé par Emerson et tente de le sauver, mais elle est capturée par celui-ci. Sinclair succombe à ses blessures.
Clarke se sent coupable d'avoir épargné Emerson à Polis, car elle est consciente qu'il est là pour se venger d'elle. Il lui donne rendez-vous au sas de décompression, où tous ses amis sont attachés mais vivants. Il oblige Bellamy à se rendre et se menotter dans le sas en menaçant d'égorger Octavia. Clarke se rend, mais Emerson ferme le sas et commence la ventilation de l'oxygène, afin de faire payer à Clarke les victimes du Mont Weather et en l'obligeant à regarder ses amis mourir par suffocation. La jeune femme lutte, et finit par activer la puce grâce à la phrase-clé et à la planter dans le cou d'Emerson, ce qui le tue. Elle libère ses amis, qui sont tous saufs.
Bellamy ramène le corps de Lincoln, Octavia pleure sa perte puis tous se recueillent au bûcher funéraire de Sinclair et Lincoln.
Clarke, Bellamy, Octavia et Jasper partent ensuite rechercher Luna, pendant que Raven, Monty, Harper, Miller et Bryan restent à Arkadia.

### Épisode 13:La Pastille ou la Mort
- États-Unis : 28 avril 2016 sur The CW
- Canada : 29 avril 2016 sur Netflix
- France : 27 décembre 2016 sur Syfy France[8]
- Québec : 26 juin 2017 sur VRAK

- États-Unis : 1,27 million de téléspectateurs[23] (première diffusion)

Dans un flashback de 6 mois, Pike est convié à une réunion secrète par Jaha, Kane et Abby, où il apprend que les 100 enfants prisonniers vont être envoyés sur Terre. Il se voit confier comme mission de leur apprendre comment y survivre. Il tente d'aborder des conseils techniques, mais devant le désintérêt de ses élèves, il décide d'employer la manière forte et ne leur laisse que ce dernier conseil : ne jamais arrêter de se battre.
À Polis, où arrivent Kane et Pike, l'ambiance est pesante et funeste. Les Natifs sont soumis à la loi d'ALIE 1 et tous ceux qui refusent de prendre la pilule sont condamnés à mort notamment par crucifixion. Tous deux refusent d'avaler la clé.
Abby assure qu'elle saura convaincre Kane de coopérer, car ALIE 1 a besoin de lui pour retrouver Clarke. Il est emprisonné dans la tour où elle le rejoint et feint d'être prisonnière et inquiète pour sa fille. Mais Kane n'est pas dupe et comprend rapidement sa manipulation, ce qui le condamne alors à la croix. Malgré la douleur insoutenable, il refuse toujours la clé. Il finit par accepter malgré lui lorsque Thelonius menace d'abattre Abby.
Quant à Pike, il se retrouve en prison en compagnie de Murphy et Indra. Cette dernière, dont le vieux clou lui permet de se détacher du mur malgré ses menottes, veut lui faire payer ses 300 victimes par 300 coups de couteau, le châtiment réservé aux traîtres. Elle commence à le taillader, mais Murphy finit par s'interposer, appuyant le fait que s'ils veulent sortir, ils doivent pouvoir compter sur la force de Pike. Indra est contrainte d'en convenir, mais ne pardonne pas à Pike pour autant.

### Épisode 14:Ciel rouge à l'aube
- États-Unis : 5 mai 2016 sur The CW
- Canada : 6 mai 2016 sur Netflix
- France : 27 décembre 2016 sur Syfy France[8]

- États-Unis : 1,13 million de téléspectateurs[24] (première diffusion)

À Polis, les prisonniers parviennent à s'échapper. Pike, Murphy et Indra en profitent pour tenter de détruire le sac à dos de Jaha, pensant ainsi tuer ALIE1. Mais l'IA avait placé un espion parmi les prisonniers, qui sont repris et crucifiés ; elle envoie aussi Emori vers les trois rebelles pour les arrêter.
Pendant ce temps à Arkadia, Raven s'enfonce dans les méandres du code informatique d'ALIE1. Avec Monty, elle tente de dresser une cartographie des programmes de l'IA. Elle découvre notamment une "citadelle" fortifiée, dans laquelle ALIE1 cache visiblement quelque chose. Grâce au mot de passe de Becca, elle pourrait altérer et détruire les systèmes d'ALIE, mais Monty l'en empêche et la somme d'attendre le retour des autres.
Elle profite de son assoupissement pour plonger dans les tréfonds du code et pénètre dans la citadelle.
ALIE doit se déconnecter des ordinateurs d'Arkadia avant que Raven ne fasse de dégâts, mais elle reste en suspens car elle ne serait plus connectée que par le serveur portatif dans le sac à dos de Thélonius. Ce qui la mettrait en danger, d'autant plus que Pike, Indra et Murphy sont dans la salle de prière où il est installé et s'apprêtent à le détruire. Emori, qui est avec eux bien qu'impuissante, doit gagner du temps afin que ALIE puisse faire migrer ses fichiers. Elle tente de dissuader Murphy de détruire le serveur, car étant relié à une batterie nucléaire, cela détruirait la ville. Pike tente quand même de sortir le serveur pour pouvoir le détruire.
Entre-temps, ALIE tente d'empêcher Raven d'accéder à la citadelle en faisant intervenir Hannah, la mère défunte de Monty, pour les ralentir. Malgré sa peine, il est conscient que sa mère est morte et manipulée par ALIE, et fait effacer les fichiers de sa mère. Raven a atteint le cœur de la citadelle, ou elle fait une découverte essentielle : un interrupteur d'urgence, qui, si actionné, détruirait ALIE1. Mais à ce moment-là, les écrans s'éteignent et ALIE disparait du système d'Arkadia : Pike a détruit le serveur trop tard, et ALIE a eu le temps de faire migrer ces fichiers dans un nouvel emplacement : dans l'espace, sur le vestige de l'Arche.
Clarke et les autres se sont réveiller dans le village de Luna, situé au milieu de l'océan, sur une ancienne plateforme pétrolière. Clarke tente en vain de la convaincre de devenir Commandeur, ce qu'elle refuse, ayant justement fui le Conseil pour éviter la guerre ; Jasper se lie d'amitié avec une habitante nommée Shay. Clarke essaie de forcer physiquement Luna à prendre la Flamme, mais celle-ci se dévoile une combattante experte et décide de faire expulser le groupe cette nuit.
Cependant, ALIE a également infecté les passeurs, qui font prisonnière Luna, et enferment Clarke, Octavia et Bellamy dans le container. Jasper est fait prisonnier alors qu'il faisait ses adieux à Shay, celle-ci est blessée et laissée pour morte alors qu'elle tentait de fuir pour donner l'alerte.
Dans la salle ou sont enfermés Jasper et son compagnon Derrick, Luna est torturée afin d'accepter de prendre la clef. Derrick accepte de prendre la clef pour arrêter cela, mais se retourne contre Luna. ALIE et ses sbires décident alors de forcer Luna en menaçant d'égorger un enfant. Luna rompt alors son vœu de non-violence, les combat et finit par tuer Derrick qui, manipulé par ALIE, s'apprêtait à la tuer ; au moment où Clarke et les autres font irruption dans la salle, après avoir été libéré par une Shay agonisante.

### Épisode 15:Perversion de l'instanciation, première partie
- États-Unis : 12 mai 2016 sur The CW
- Canada : 13 mai 2016 sur Netflix
- France : 3 janvier 2017 sur Syfy France[8]

- États-Unis : 1,17 million de téléspectateurs[25] (première diffusion)

De retour sur la terre ferme, Clarke cherche une autre solution pour avoir accès aux données de la Flamme, mais les autres veulent rentrer à Arkadia. Parti se calmer en forêt, un homme contrôlé par ALIE la trouve mais elle est sauvée par Roan, ce dernier souhaitant donner la Flamme à Ontari. Roan est fait prisonnier par Bellamy qui lui tire dans le bras pour vérifier son humanité. La troupe rentre à Arkadia.
Une fois à Arkadia, Clarke explique la situation à Roan et aux autres. Elle expose ensuite son plan : libérer Ontari d’ALIE et ensuite lui donner la Flamme pour qu’elle leur communique le code afin d’éliminer ALIE. Roan accepte de les aider car il est le seul à pouvoir voir Ontari sans éveiller les soupçons et qu'il veut un Commandant de la Nation des Glaces. La troupe part pour Polis, laissant Raven, Monty, Jasper et Harper à Arkadia, Raven ayant un plan pour accéder au code d’ALIE. Cependant, ALIE est au courant du plan, l'un des rebelles est pucé.
À Arkadia, Jasper et Monty cherchent une carte mère dont Raven a besoin pour réaliser son portail. Jasper se révèle  être contrôlé par Alie et poignarde Monty. Ce dernier réussit cependant à s’échapper et à rejoindre Raven. Ils comprennent alors que le plan est compromis et tentent de joindre les autres mais la radio a été sabotée. Monty s’inquiète alors pour Harper, seule, dehors avec Jasper. Il le tient à la porte close et tente de le faire parler.
Mais, Harper, revenue de patrouille, est assommée; Jasper menace de l'exécuter si le portail n'est pas détruit.
À Polis, Clarke et ses amis tombent dans le piège de Jaha. Roan révèle que Clarke est la seule à pourvoir activer la Flamme, il menace de la tuer pour fuir mais il est abattu par Kane tandis que Clarke est faite prisonnière et emmenée à la salle du trône. Là, elle est torturée par sa mère.
D’un autre côté, Murphy, Pike et Indra sauvent Bellamy et les autres des hommes d’ALIE. Bellamy comprend qu’ils ont à leur disposition tout ce dont ils ont besoin pour se débarrasser d’ALIE à condition de libérer Clarke. Octavia est réticente à l’idée de travailler avec Pike. Bellamy et Murphy montent par l’ascenseur tandis que les autres s’occupent de bloquer le passage. Kane tente de s'interposer mais est assommé et lorsque Miller fait exploser le couloir, Indra se précipite sur Kane laissé derrière tandis que le couloir s'effondre.
De retour dans la salle du trône, ALIE, sachant que les amis de Clarke se sont échappés, tente une autre méthode pour torturer Clarke en forçant Abby à se pendre devant elle. Bellamy et Murphy arrivent à l’étage et ALIE se voit obligée de tuer Ontari par l’intermédiaire de Jaha. Les garçons sauvent Abby et récupèrent la Flamme détenue par Jaha. Clarke, aussitôt libérée, se précipite sur Ontari et découvre qu’elle est en mort cérébrale, elle ne peut plus donc prendre la Flamme.

### Épisode 16:Perversion de l'instanciation, deuxième partie
- États-Unis : 19 mai 2016 sur The CW[26]
- Canada : 20 mai 2016 sur Netflix
- France : 3 janvier 2017 sur Syfy France[8]

- États-Unis : 1,29 million de téléspectateurs[27] (première diffusion)

Après les récents événements, Clarke se trouve dans une situation dangereuse car elle se trouve contrainte de prendre la Flamme et connaît ainsi le moyen de détruire ALIE1. Abby la transfuse avec le sang d'Ontari pour que la Flamme ne la tue pas ; elle avale la puce d'ALIE1 et se retrouve dans la Cité de Lumière pour tenter de la désactiver. Elle y découvre un monde urbain idéal mais son code est détecté par ALIE et elle se retrouve vite pourchassée par la population. Durant ce moment critique pour elle, Lexa surgit afin de la protéger.
À Arkadia, Jasper est finalement maitrisé et enchainé. Raven réalise que Clarke a pris la Flamme et se trouve dans le monde virtuel. Elle va tout faire pour l'épauler.
À Polis, les insurgés sont obligés de lutter pour maintenir les troupes d'ALIE loin de la salle du trône.
Lexa tue les sept personnes qui lui voulait du mal, elle se précipite vers Clarke et elles s'enlacent, mais les retrouvailles sont brèves : elles doivent fuir car un plus grand groupe de personnes arrive. Quand tout un coup, Clarke est mal en point et se met à convulser. En effet, le sang d'Ontari n'irrigue pas suffisamment vite l'organisme de la jeune femme. Abby pratique une thoracotomie en urgence pour apporter un surplus de sang.
Clarke se remet et elle embrasse Lexa. Celle-ci lui dit qu'il faut trouver la sortie pour en finir avec ce massacre.
Dans Polis, la situation devient désespérée, la barricade est forcée et les troupes d'ALIE menées par Kane pénètrent dans la salle du trône et engagent le combat contre le petit groupe de rebelles. Dans le même temps, Clarke et Lexa se trouvent acculées face à Jaha et ses troupes.
La situation parait inextricable mais Raven lui montre un chemin de sortie vers l'interrupteur d'urgence d'ALIE, en espérant que Clarke l'ait vue. Clarke ne veut pas laisser de nouveau Lexa et lui dit qu’elle l'aime. Lexa lui répond qu’elle sera toujours avec elle. Clarke entre dans le passage, rencontre Becca et ALIE. Cette dernière lui explique que la Terre va devenir invivable dans un proche avenir avec la fusion du cœur des centrales nucléaires restantes dans le monde et que leur seul espoir est la Cité des Lumières. Mais Clarke choisit de détruire ALIE et toutes les personnes qui étaient encore sous son emprise sont libérées et en sortent traumatisées. Murphy retrouve Emori, tandis qu'Abby réconforte Kane. Jasper se réconcilie avec Monty, Raven et Harper.